# Neanthes glandicincta
Neanthes glandicincta är en ringmaskart som först beskrevs av Rowland Southern 1921.  Neanthes glandicincta ingår i släktet Neanthes och familjen Nereididae. Inga underarter finns listade i Catalogue of Life.